# David Turnbull Richardson
David Turnbull Richardson, britanski general, * 1886, † 1957.